# Attyk
Tytus Pomponiusz Attyk (łac. Titus Pomponius Atticus), zwany Attykiem (ur. 109 p.n.e., zm. 31 marca 32 r. p.n.e.) – rzymski pisarz, historyk, przedsiębiorca i wydawca. Przyjaciel Marka Tulliusza Cycerona. Uchodził za jednego z najbogatszych ludzi swoich czasów. Przydomek zawdzięczał temu, że spędził w Atenach, stolicy Attyki, dwadzieścia lat. Jego życie jest dość dobrze znane dzięki korespondencji z Cyceronem oraz biografii, którą napisał po jego śmierci Korneliusz Nepos.

## Życie
Attyk urodził się w roku 110 w rodzinie zamożnych ekwitów. Uczył się u wybitnego znawcy prawa cywilnego, Kwintusa Mucjusza Scewoli Augura. W domu Augura narodziła się przyjaźń Attyka z młodszym o trzy lata Markiem Tulliuszem Cyceronem. Przyjaźń ta miała przetrwać do śmierci Cycerona w 43 roku.
Zrażony do walk wewnętrznych Sulli z Mariuszem, prawdopodobnie w roku 86 opuścił Rzym, aby z małymi przerwami przez dwadzieścia lat mieszkać w Atenach. Duży majątek, 2 milionów sesterców odziedziczone po ojcu, pomnożył do około 12 milionów. Udzielał kredytów na procent i trudnił się handlem. Jednocześnie udzielał bezprocentowych pożyczek Atenom oraz przyjaciołom w Rzymie. Był sprawnym przedsiębiorcą, operującym dużymi sumami pieniężnymi i właścicielem wielkich posiadłości ziemskich w Grecji, Epirze, na Korkyrze i innych wyspach greckich.
Według źródeł był miły w obejściu i wszechstronnie uzdolniony. Po grecku mówił jak rodowity Ateńczyk, cieszył się ogromną popularnością zarówno w Atenach, jak i w Rzymie. Ateny, które wspierał darmowym rozdawnictwem zboża, chciały mu ofiarować obywatelstwo. Attyk nie przyjął tego zaszczytu obawiając się utraty obywatelstwa rzymskiego. Wystawiono mu jednak w Atenach posągi.
Nie związał się z żadnym obozem politycznym. W młodości pomagał finansowo swojemu dalekiemu krewnemu Mariuszowi, ale podczas pobytu w Atenach utrzymywał przyjacielskie stosunki z Sullą, który namawiał go do powrotu. Tylko raz opowiedział się po jednej ze stron politycznego sporu, gdy podczas spisku Katyliny zorganizował straż ekwitów, która osłaniała posiedzenia senatu i chroniła Cycerona. W prywatnych listach wypowiadał się nieprzychylnie o Cezarze i opowiadał po stronie republiki. Mimo to nie okazywał publicznie swych poglądów i próbował ze wszystkimi stronami politycznego sporu utrzymywać poprawne stosunki. Przyjaźnił się z wieloma zwolennikami Cezara, sam zaś Cezar szanował jego oficjalną neutralność. Po zabójstwie Cezara finansowo wspomógł Brutusa, ale nie poparł zamachowców publicznie. W okresie walki Cycerona z Antoniuszem pomagał zarówno przyjacielowi, jak i żonie Antoniusza Fulwii.
W 43 roku, jako przyjaciel Cycerona, znalazł się na liście proskrybowanych. Marek Antoniusz – odwdzięczając się za pomoc udzieloną Fulwii – skreślił nazwisko Attyka z listy i uratował mu życie. Po śmierci Cycerona Attyk zaaranżował małżeństwo swojej córki Cecylii Attyki z Markiem Agryppą, przyjacielem Oktawiana. Narodzoną z tego związki wnuczkę Attyka, Wipsanię Agryppinę, Oktawian zaręczył, a następnie wydał za swego pasierba Tyberiusza, późniejszego cesarza. W latach trzydziestych Oktawian i Attyk korespondowali ze sobą a August często kierował się poradami Attyka – zwłaszcza w kwestiach finansowych.
Po trwającej ponad trzy miesiące chorobie zmarł 31 marca 32 roku.

## Poglądy
Attyk był zwolennikiem filozofii epikurejskiej. Jego nauczycielami byli Fajdros i Zenon. Cyceron w swoich pismach wyznaczył mu rolę obrońcy poglądów epikurejskich. Nie należał jednak Attyk do żadnej zorganizowanej szkoły, przyjmował też niektóre poglądy stoickie, na przykład godził się na tezę o ingerencji bogów w życie ludzkie. To, że trzymał się z dala od polityki, nie było rezultatem wyznawania poglądów epikurejskich, lecz płynęło z jego własnych doświadczeń i przemyśleń życiowych, a także zapewne z tradycji rodzinnej – jego ojciec nie zajmował się polityką, zadowalając się prowadzeniem interesów.

## Działalność wydawnicza
Attyk był wydawcą dzieł swojego przyjaciela Cycerona. Publikował także pisma Brutusa, Hircjusza i innych współczesnych mu pisarzy rzymskich. Część badaczy uważa, że działalność wydawnicza i księgarska była jednym z głównych źródeł dochodów Attyka. Dysponował on dużą liczbą znakomitych kopistów a poprzez swoje przedstawicielstwa handlowe rozsiane po całym imperium rzymskim, sprzedawał i rozpowszechniał najnowsze prace znakomitych stołecznych pisarzy, przede wszystkim Cycerona.

## Dzieła
Najbardziej znanym dziełem Attyka była, napisana najprawdopodobniej w latach 50–47, Liber annalis („Księga roczników”) – ujęty w jednej księdze skorowidz dat z historii Rzymu, od założenia miasta do czasów współczesnych autorowi. Z dzieła tego korzystali między innymi Cyceron, Nepos, Wellejusz Paterkulus, Askoniusz Pedianus, Pliniusz Młodszy, Swetoniusz czy Gelliusz – cieszyło się ono w starożytności dużym poważaniem. Zawierało nie tylko daty wojen, traktatów pokojowych czy ustaw, ale również chronologie konsulów, cenzorów, pretorów, kwestorów oraz trybunów ludowych. Podawało też informacje dotyczące genealogii różnych rodów rzymskich oraz historii literatury łacińskiej. Attyk korzystał z wcześniejszych annalistów rzymskich oraz prac Warrona, ale uzupełnił je oraz poprawił wiele informacji i dat, opierając się na własnej kwerendzie w archiwach rzymskich. Wykorzystał też znajomości wśród najważniejszych rodów, których przedstawiciele udostępnili mu archiwa prywatne. Do naszych czasów zachowały się jedynie fragmenty Liber annalis.
Pisał też Attyk prace genealogiczne. Około roku 58 powstały kroniki rodzinne Fabiuszów i Emiliuszów. Po roku 47 dla Brutusa napisał Attyk historię rodu Juniuszów, zaś na prośbę szwagra Oktawiana, Gajusza Marcellusa, historię rodu Marcellusów. Dzieła te nie zachowały się.
Po grecku ułożył Attyk monografię konsulatu Cycerona. Przesłał ją przyjacielowi 1 czerwca 60 roku. Cyceron tak ją ocenił w jednym z listów: spotkał mnie w drodze twój niewolnik i oddał mi twój list wraz z napisaną przez ciebie po grecku historią mojego konsulatu. Cieszę się, że ci niedawno przedtem posłałem przez Lucjusza Kossiniusza na ten sam temat i w tym samym języku napisaną przeze mnie książkę, bo gdybym był przedtem twoją przeczytał, mógłbyś powiedzieć, że cię okradłem. Co prawda, twoje dziełko – czytałem je bowiem chętnie – wydało mi się nieogładzone i nieuczesane, ale tym jest ozdobne, że ozdobami pogardziło. Pismo to również nie zachowało się.
Opublikował również Imagines – wizerunki sławnych mężów. Pod każdym wizerunkiem zamieścił krótki utwór poetycki, w czterech lub pięciu wersach, wyliczający ich czyny i urzędy. Dzieło to jest znane jedynie ze wzmianki w biografii napisanej przez Neposa.
W historii literatury Attyk najbardziej znany jest z wieloletniej korespondencji z Cyceronem. Z archiwum Attyka opublikowano około roku 60 po Chrystusie szesnaście ksiąg listów Cycerona do niego, ułożonych chronologicznie. Nie zachowały się natomiast listy samego Attyka, chociaż wiadomo, że ich oryginały przechowywano w archiwum Cycerona a kopie u Attyka. Większość badaczy przypuszcza, że Attyk nakazał zniszczenie oryginałów i kopii własnych listów po śmierci przyjaciela, gdyż znajdowały się w nich jego niepochlebne opinie na temat Oktawiana. Na podstawie odpowiedzi Cycerona uczeni dokonali rekonstrukcji fragmentów korespondencji Attyka.